# Космические пустоты
Пустоты, космические пустоты, также войды (англ. void — «пустота») — обширные области между галактическими нитями, в которых отсутствуют или почти отсутствуют галактики и скопления. Войды обычно имеют размеры порядка 10—100 Мпк. Средняя плотность материи в них менее десятой доли от типичной для наблюдаемой Вселенной.
Космические пустоты впервые были обнаружены в 1978 году Стефаном Грегори и Лаярдом А. Томпсоном в Национальной обсерватории Китт Пик.

## Открытие

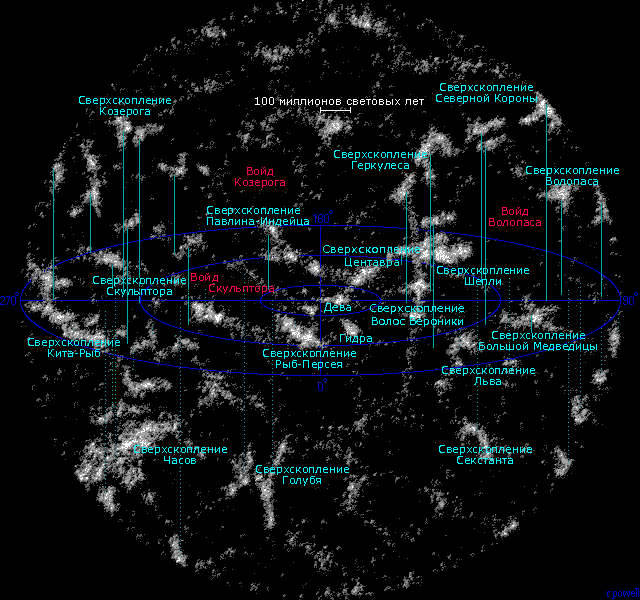
Карта сверхскоплений и пустот во Вселенной в пределах 1 млрд световых лет.

Космические пустоты (войды) стали объектом изучения астрофизики в середине 1970-х годов, когда астрономические обзоры, измеряющие красное смещение, стали более популярными и позволили двум независимым группам астрофизиков в 1978 году распознать сверхскопления и войды в пространственном распределении галактик. Новые обзоры добавили в двухмерные карты космических структур «глубину», позволив начать создавать первые трёхмерные карты наблюдаемой Вселенной. В этих обзорах расстояние до галактик рассчитывалось из величин их красного смещения, возникающего из-за расширения Вселенной.

### Хронология
- 1961 — Внимание астрономического сообщества привлекают крупномасштабные структурные элементы, такие как «скопления второго порядка» (англ. second-order clusters), один из типов сверхскопления[6].
- 1978 — Опубликованы первые две работы на тему пустот в крупномасштабной структуре, в которых говорится об обнаруженных спереди от скопления Волос Вероники войдах[4][5].
- 1981 — Обнаружен крупный войд в созвездии Волопаса[7][8].
- 1983 — Стало возможным достаточно сложное, чтобы дать относительно достоверный результат вычислений для эволюции крупномасштабной структуры, компьютерное моделирование, и оно дало представление об основных особенностях крупномасштабного распределения галактик[9][10].
- 1985 — Исследование элементов крупномасштабной структуры в области сверхскопления Персея-Рыб (в том числе войдов)[11].
- 1989 — The Center for Astrophysics Redshift Survey показал, какие структуры превалируют в наблюдаемой Вселенной в крупном масштабе[12].
- 1991 — The Las Campanas Redshift Survey подтвердил большую распространённость войдов в крупномасштабной структуре[13].
- 1995 — Сравнения исследований галактик показывают, что войды обнаруживаются независимо от выбора области[14].
- 2001 — Field Galaxy Redshift Survey добавил в каталог войдов большое количество новых записей[15].
- 2009 — Данные Sloan Digital Sky Survey в сочетании с данными предыдущих крупных обзоров дали наиболее полное представление о детальной структуре войдов[16][17][18].

## Наблюдаемые характеристики

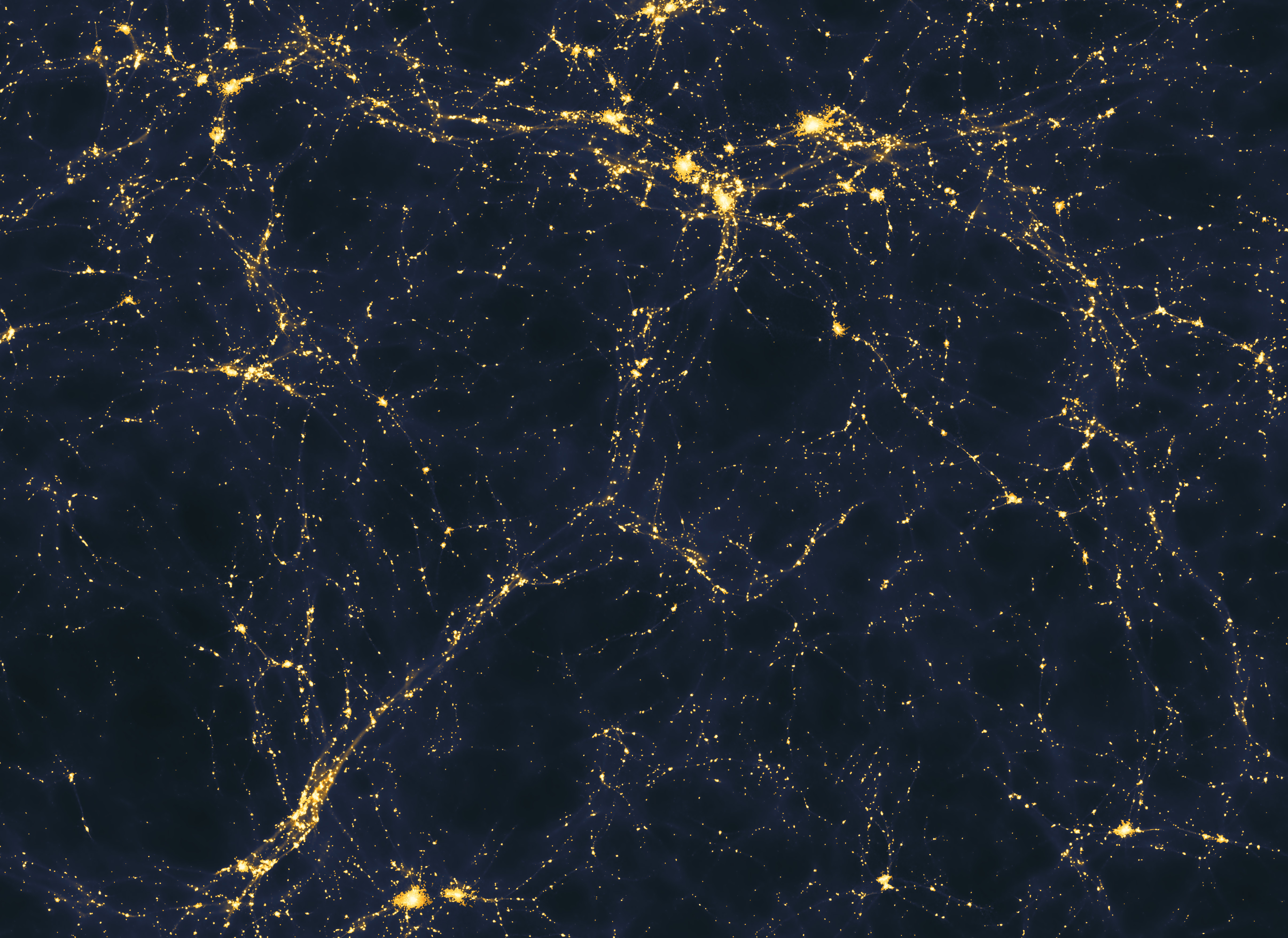
Компьютерная модель крупномасштабного распределения источников света (галактик и квазаров) во Вселенной.

Космические пустоты — одни из крупнейших образований в природе, занимающие основную часть пространства во Вселенной. Главная особенность данных структур заключается в том, что в войдах плотность видимой материи значительно ниже её средней плотности во Вселенной. Будучи главными элементами крупномасштабной структуры, войды разграничиваются галактическими нитями.
Средний размер таких пустот достигает 40 мегапарсек (≈ 130 млн св. лет), однако во Вселенной присутствуют более масштабные пустоты — супервойды (англ. supervoids), средний диаметр которых составляет 100 Мпк. Одним из крупнейших обнаруженных супервойдов является «Гигантский войд» с диаметром в 300—400 Мпк.
В пустотах могут быть «тёмная энергия» и протогалактические облака. Кроме того, по опубликованным в 2014 году данным астрономы из Университета Пенсильвании обнаружили в войдах небольшие искажения в направлениях распространения света, создаваемые, предположительно, тёмной материей. Для этого были использованы данные Слоановского цифрового небесного обзора для 40 миллионов галактик и 20 тысяч войдов.

## Формирование
По современным представлениям, на самых ранних стадиях расширения Вселенной вещество было распределено почти идеально однородно. В фазу инфляции малые по величине и случайно возникающие квантовые флуктуации полей стремительно разрастались. Они привели к неоднородностям плотности материи, которые в дальнейшем развивались благодаря гравитационной неустойчивости. Нелинейный рост возмущений вызвал преимущественное сжатие материи вдоль одного из направлений, из-за чего вещество концентрировалось на каустиках, которые далее пересекались и стали нитями. Соответственно, пустотами стали места с весьма низкой плотностью материи. В итоге образовалась наблюдаемая структура Вселенной с сохранением крупномасштабной однородности и изотропности.
Была подтверждена возможность формирования сети нитей и пустот по описанному выше сценарию, но только если учитывать сильное влияние тёмной материи. Поэтому считается, что ключевую роль в процессе сыграли неоднородности плотности именно тёмной материи. Без её неравномерного распределения развивающиеся возмущения плотности видимого вещества не смогли бы вырасти настолько, чтобы образовать наблюдаемый облик Вселенной.